# Jugoslawische Eishockeyliga 1989/90
Die Saison 1989/90 war die 48. Spielzeit der jugoslawischen Eishockeyliga, der höchsten jugoslawischen Eishockeyspielklasse. Meister wurde zum insgesamt zweiten Mal in der Vereinsgeschichte der KHL Medveščak Zagreb. Topscorer der Liga war der Russe Sergei Stolbun mit 77 Scorerpunkten.

## Endplatzierungen
1. KHL Medveščak Zagreb
2. HK Jesenice
3. HK Olimpija Ljubljana
4. HK Partizan Belgrad
5. HK Roter Stern Belgrad
6. HK Vojvodina Novi Sad